# Ottorino Assolari
Ottorino Assolari (Scanzorosciate, 30 gennaio 1946) è un missionario e vescovo cattolico italiano, dal 3 febbraio 2021 vescovo emerito di Serrinha.

## Biografia
È nato a Scanzorosciate, in provincia e diocesi di Bergamo, il 30 gennaio 1946.

### Formazione e ministero sacerdotale
Ha frequentato il seminario della Congregazione della Sacra Famiglia di Bergamo, dove ha svolto gli studi superiori, filosofici e ha iniziato lo studio della teologia. Successivamente ha concluso gli studi teologici presso la Pontificia Università Lateranense.
L'8 settembre 1973 è stato ordinato presbitero.
Tra il 1973 e il 1977 è stato vicerettore del Collegio della Sacra Famiglia in Orzinuovi e, successivamente, superiore locale della comunità di Orzinuovi, incarico svolto sino al 1982.
È stato poi trasferito a Martinengo, dove, dal 1982, ha ricoperto l'incarico di superiore locale e maestro dei novizi (fino al 1990) e rettore del seminario minore (fino al 1983) e, dal 1983 al 1990, direttore del collegio, incarico che ha svolto per un secondo mandato dal 1992 al 1993.
Dal 1989 è stato vicario generale della Congregazione, ruolo che ha ricoperto fino al 1995, e durante il suo mandato è stato, in Brasile, delegato nazionale della Congregazione (1990-1992) e incaricato per la formazione della comunità di Itapevi (1994-1996). Nel 1996, dopo aver concluso il mandato da vicario, è ritornato a ricoprire il ruolo di delegato della Congregazione per il Brasile, fino al 2003; dal 2004 è stato invece superiore locale e maestro dei novizi a Peabiru, nella diocesi di Campo Mourão.

### Ministero episcopale
Il 21 settembre 2005 papa Benedetto XVI lo ha nominato primo vescovo di Serrinha. Il 25 novembre successivo ha ricevuto l'ordinazione episcopale, nella cattedrale di Campo Mourão, da Mauro Aparecido dos Santos, vescovo di Campo Mourão, co-consacranti Itamar Navildo Vian, arcivescovo di Feira de Santana, ed Ercílio Turco, vescovo di Osasco. Il 18 dicembre prende possesso canonico della diocesi.
Il 3 febbraio 2021 papa Francesco ha accolto la sua rinuncia, presentata per raggiunti limiti d'età; gli è succeduto il vescovo coadiutore Hélio Pereira dos Santos. Da quel momento conserva il titolo di vescovo emerito.

## Genealogia episcopale e successione apostolica
La genealogia episcopale è:
- Cardinale Scipione Rebiba
- Cardinale Giulio Antonio Santori
- Cardinale Girolamo Bernerio, O.P.
- Arcivescovo Galeazzo Sanvitale
- Cardinale Ludovico Ludovisi
- Cardinale Luigi Caetani
- Cardinale Ulderico Carpegna
- Cardinale Paluzzo Paluzzi Altieri degli Albertoni
- Papa Benedetto XIII
- Papa Benedetto XIV
- Papa Clemente XIII
- Cardinale Marcantonio Colonna
- Cardinale Giacinto Sigismondo Gerdil, B.
- Cardinale Giulio Maria della Somaglia
- Cardinale Carlo Odescalchi, S.I.
- Cardinale Costantino Patrizi Naro
- Cardinale Lucido Maria Parocchi
- Papa Pio X
- Cardinale Gaetano De Lai
- Cardinale Raffaele Carlo Rossi, O.C.D.
- Cardinale Amleto Giovanni Cicognani
- Arcivescovo Carmine Rocco
- Vescovo Conrad Walter
- Vescovo Mauro Aparecido dos Santos
- Vescovo Ottorino Assolari, C.S.F.

La successione apostolica è:
- Vescovo Ettore Dotti, C.S.F.